# باریسیتینیب
باریسیتینیب (انگلیسی: Baricitinib) با نام تجاری Olumiant، دارویی است که برای درمان آرتریت روماتوئید استفاده می‌شود. این دارو جزء ترکیبات مهارکننده جانوس کیناز بوده و آنزیم‌های JAK1 و JAK2 را مهار می‌کند.

## اندیکاسیون‌ها
باریسیتینیب به عنوان درمان خط دوم در موارد متوسط تا شدید آرتریت روماتوئید کاربرد دارد. از این دارو به تنهایی یا در ترکیب با متوترکسات استفاده می‌شود.

## منع مصرف
تجویز این دارو در بارداری ممنوع است.

## عوارض جانبی
- عفونت دستگاه تنفسی
- هیپرکلسترولمی (افزایش سطح کلسترول خون)
- زونا (هرپس زوستر)
- تب‌خال (هرپس سیمپلکس)
- عفونت ادراری
- گاستروانتریت (التهاب معدی‌روده‌ای)[۸]